# Річібакто (парафія, Нью-Брансвік)
Річібакто (англ. Richibucto) — парафія в Канаді, у провінції Нью-Брансвік, у складі графства Кент.

## Населення
За даними перепису 2016 року, парафія нараховувала 1887 осіб, показавши скорочення на 5,0%, порівняно з 2011-м роком. Середня густина населення становила 7,6 осіб/км².
З офіційних мов обидвома одночасно володіли 1 250 жителів, тільки англійською — 505, тільки французькою — 130. Усього 55 осіб вважали рідною мовою не одну з офіційних, з них 25 — одну з корінних мов.
Працездатне населення становило 62,6% усього населення, рівень безробіття — 21,5% (28,7% серед чоловіків та 11,7% серед жінок). 90,4% осіб були найманими працівниками, а 8,1% — самозайнятими.
Середній дохід на особу становив $33 313 (медіана $28 134), при цьому для чоловіків — $36 803, а для жінок $29 358 (медіани — $31 066 та $24 512 відповідно).
21,6% мешканців мали закінчену шкільну освіту, не мали закінченої шкільної освіти — 44,6%, 33,5% мали післяшкільну освіту, з яких 25% мали диплом бакалавра, або вищий, 10 осіб мали вчений ступінь.
| Статево-вікова структура населення | Статево-вікова структура населення | Статево-вікова структура населення | Статево-вікова структура населення | Статево-вікова структура населення |
| ---------------------------------- | ---------------------------------- | ---------------------------------- | ---------------------------------- | ---------------------------------- |
|                                    |                                    |                                    |                                    |                                    |
| Всього                             | Всього                             | 52,0%48,0%                         |                                    |                                    |
| 0 — 14 років                       | 0 — 14 років                       |                                    | 11,4%                              | 11,4%                              |
| 15 — 64 років                      | 15 — 64 років                      |                                    | 64,7%                              | 64,7%                              |
| 65 і більше                        | 65 і більше                        |                                    | 23,9%                              | 23,9%                              |
| 85 і більше                        | 85 і більше                        |                                    | 2,7%                               | 2,7%                               |
| Середній вік (років)               | Середній вік (років)               | 47,548,4                           | 47,9                               | 47,9                               |
| Медіана (років)                    | Медіана (років)                    | 52,453,1                           | 52,7                               | 52,7                               |
| — чоловіки — жінки                 |                                    |                                    |                                    |                                    |

| Походження мешканців:     | Походження мешканців:     | Походження мешканців: | Походження мешканців: | Походження мешканців: |
| ------------------------- | ------------------------- | --------------------- | --------------------- | --------------------- |
| Походження                |                           |                       | осіб                  | %                     |
| Корінні американці        | Корінні американці        |                       | 185                   | 9.81%                 |
| Інше північноамериканське | Інше північноамериканське |                       | 1 400                 | 74.27%                |
| Європейське               | Європейське               |                       | 925                   | 49.07%                |
| британське                | британське                |                       | 445                   | 23.61%                |
| французьке                | французьке                |                       | 570                   | 30.24%                |
| українське                | українське                |                       | 25                    | 1.33%                 |
| Азійське                  | Азійське                  |                       | 10                    | 0.53%                 |

| Зайнятість населення за галузями (за класифікацією NOC): | Зайнятість населення за галузями (за класифікацією NOC): | Зайнятість населення за галузями (за класифікацією NOC): | Зайнятість населення за галузями (за класифікацією NOC): | Зайнятість населення за галузями (за класифікацією NOC): |
| -------------------------------------------------------- | -------------------------------------------------------- | -------------------------------------------------------- | -------------------------------------------------------- | -------------------------------------------------------- |
|                                                          |                                                          |                                                          |                                                          |                                                          |
| Управління                                               | Управління                                               |                                                          | 8,3%                                                     | 8,3%                                                     |
| Бізнес, фінанси та адміністрування                       | Бізнес, фінанси та адміністрування                       |                                                          | 8,7%                                                     | 8,7%                                                     |
| Природничі та прикладні науки                            | Природничі та прикладні науки                            |                                                          | 1,5%                                                     | 1,5%                                                     |
| Охорона здоров'я                                         | Охорона здоров'я                                         |                                                          | 4,4%                                                     | 4,4%                                                     |
| Освіта, правозахист, муніципальні та урядові служби      | Освіта, правозахист, муніципальні та урядові служби      |                                                          | 7,3%                                                     | 7,3%                                                     |
| Роздрібна торгівля та послуги                            | Роздрібна торгівля та послуги                            |                                                          | 18,4%                                                    | 18,4%                                                    |
| Гуртова торгівля, транспорт та обладнання                | Гуртова торгівля, транспорт та обладнання                |                                                          | 23,8%                                                    | 23,8%                                                    |
| Природні ресурси, сільське господарство                  | Природні ресурси, сільське господарство                  |                                                          | 11,2%                                                    | 11,2%                                                    |
| Виробництво                                              | Виробництво                                              |                                                          | 17,5%                                                    | 17,5%                                                    |

## Клімат
Середня річна температура становить 5°C, середня максимальна – 22,8°C, а середня мінімальна – -15°C. Середня річна кількість опадів – 1 166 мм.
| Клімат поселення                              | Клімат поселення | Клімат поселення | Клімат поселення | Клімат поселення | Клімат поселення | Клімат поселення | Клімат поселення | Клімат поселення | Клімат поселення | Клімат поселення | Клімат поселення | Клімат поселення | Клімат поселення |
| Показник                                      | Січ.             | Лют.             | Бер.             | Квіт.            | Трав.            | Черв.            | Лип.             | Серп.            | Вер.             | Жовт.            | Лист.            | Груд.            |                  |
| Середній максимум, °C                         | −3,52            | −2,5             | 2,51             | 8,22             | 14,82            | 20,51            | 22,76            | 22,00            | 17,16            | 11,38            | 5,44             | −1,52            |                  |
| Середня температура, °C                       | −9,26            | −8,24            | −3,2             | 2,48             | 9,09             | 14,78            | 18,97            | 18,21            | 13,38            | 7,60             | 1,66             | −5,31            |                  |
| Середній мінімум, °C                          | −14,98           | −13,97           | −8,96            | −3,24            | 3,35             | 9,04             | 15,18            | 14,42            | 9,59             | 3,80             | −2,13            | −9,09            |                  |
| Норма опадів, мм                              | 110              | 89               | 97               | 91               | 102              | 91               | 103              | 86               | 86               | 95               | 108              | 108              |                  |
| Середньомісячна швидкість вітру, м/с          | 4.74             | 4.58             | 4.74             | 4.57             | 4.24             | 3.80             | 3.48             | 3.44             | 3.76             | 4.23             | 4.50             | 4.80             |                  |
| Середньомісячна сонячна радіація, кДж/м²·день | 5208             | 8637             | 12361            | 15246            | 18235            | 20377            | 19985            | 17532            | 13061            | 8215             | 4793             | 3909             |                  |
| --------------------------------------------- | ---------------- | ---------------- | ---------------- | ---------------- | ---------------- | ---------------- | ---------------- | ---------------- | ---------------- | ---------------- | ---------------- | ---------------- | ---------------- |
| Джерело:                                      |                  |                  |                  |                  |                  |                  |                  |                  |                  |                  |                  |                  |                  |